# Gymnothorax kidako
Gymnothorax kidako és una espècie de peix de la família dels murènids i de l'ordre dels anguil·liformes.

## Morfologia
Els mascles poden assolir els 91,5 cm de longitud total.

## Distribució geogràfica
Es troba al sud del Japó, Taiwan, les Filipines i les Hawaii.